# Mirosternus elongatulus
Mirosternus elongatulus är en skalbaggsart som beskrevs av Perkins 1910. Mirosternus elongatulus ingår i släktet Mirosternus och familjen trägnagare. Inga underarter finns listade i Catalogue of Life.